# 陳雷 (台灣作家)
陳雷（1939年6月27日—2025年6月28日），本名吳景裕。為加拿大多倫多大學免疫學博士，臺灣台語作家，是《台文通訊》的共同發起者，從1987年開始以台語文寫作，已經完成數十篇中、短篇的台語小說及戲劇。著有台語小說集《永遠的故鄉》、劇本《陳雷台灣話戲劇集》、合集《陳雷台語文學選》等作品。

## 生平
吳景裕生於中國上海。由於其父早年在中國經商，吳氏六歲時隨家人返回臺灣定居。他畢業於國立臺南第一高級中學與國立臺灣大學醫學院後赴美國密西根大學及加拿大多倫多大學取得醫學博士學位，自此定居多倫多並執業行醫。行醫之餘亦以筆名陳雷投入文學創作。由於求學時期接受中文教育，最初以中文創作，但不久後體認中文語言之殖民性，轉而以台語文創作。他習得教會羅馬字後遂長期以白話字撰寫文學作品。
自1982年起，陳雷以台語文持續創作小說、散文與現代詩等文類，累積作品近400篇，其重要著作包括：〈美麗的樟腦林〉、〈李石頭的古怪病〉、《永遠的故鄉》、《鄉史補記》、《歸仁阿媽》、《阿春無罪》、《無情城市》、《白色的甘蔗園》、《最後的甘蔗園》等。其中〈百家春〉為二二八事件後首篇探討該屠殺事件之長篇小說，曾刊載於鄭南榕主編的《自由時代周刊》。則《鄉史補記》則以西拉雅族歷史為主軸。
除文學創作外，陳雷亦為台語文運動出版物《台文通訊》共同發起人。該刊由鄭良光等人創辦，初期於美國與加拿大編輯後再送返台灣印製發行。陳雷與張秀滿、蘇正玄、葉國基等人共同組成加拿大多倫多編輯群主責《台文通訊》長達12年，後方轉交台方編輯部負責。
2023年，首屆陳雷台灣文學節於臺南市國立成功大學臺灣文學系舉辦，為肯定陳雷對臺灣文學的貢獻，主辦單位特別於開幕時頒發終生貢獻獎給陳雷。
2025年6月27日，陳雷榮獲發枝台語薪傳終身貢獻獎。28日逝世於加拿大，享壽86歲。

## 作品評述
台語文學評論者方耀乾認為：「其小說語言道地傳神，敘述及剪裁明快通暢，內容廣及台灣政治、社會、經濟、人心的各層面，尤其著重呈現台灣人在殖民統治下受苦扭曲的命運，人道精神濃厚。」對於其文字風格及批判意識，也有高度的肯定，認為：「陳雷的文字在批判中帶有豐厚的情感，一方面指出台灣社會中不公義、非理性一面的真相，另一方面，也不忘在其中發掘出善良人性的光輝。其戲劇同小說一樣，具有強烈的批判性，對黑金政治、國家認同、拜金主義、權勢、名利皆有生動的諷刺。」
成功大學台灣文學系教授蔣為文表示：「從吳景裕的文學作品可看到台灣近代史的縮影及對於人性的探討。若吳景裕未來能榮獲諾貝爾文學獎也不足為奇。」

## 榮譽
- 文化部旌揚狀（2025年）[10]
- 發枝台語薪傳終身貢獻獎（2025年）
- 台灣文學生涯貢獻賞（2023年）

## 著作
- 《陳雷台語文學選－海翁文庫台語文學大系8》，出版日：2001/02/01，ISBN 9789578447622。
- 《鄉史補記》，出版日：2008/06/01，ISBN 9789866993503。
- 《紅牡丹》，出版日：2013/06/01，ISBN 9789866002045。
- 《寶石婚》，出版日：2013/06/01，ISBN 9789866002052。
- 《阿春無罪》，出版日：2013/06/01，ISBN 9789866993770。
- 《無情城市》，出版日：2013/06/01，ISBN 9789866993787。
- 《歸仁阿媽》，出版日：2013/06/01，ISBN 9789866993794。
- 《白色e甘蔗園【台語長篇小說】》，出版日：2019/07/01，ISBN 9789869570336。
- 《咱人ê視界：Hō͘少年朋友ê人生筆記》，出版日：2024/05/16，ISBN 9786267463109。